# Karl Hofer
Karl Hofer (født 11. oktober 1878 i Karlsruhe, død 3. april 1955 i Berlin) var en tysk expressionistisk maler og grafiker.

## Biografi
Karl Hofers fader var militærmusiker og døde fire uger inden Karls  fødsel, hvilket gav ham en opvækst under vanskelige forhold. I 1897 blev han optaget på Karlsruher Akademie, hvor han påbegyndte en uddannelse i tegning under Robert Poetzelberger. Efter et ophold i Paris fortsatte han sin uddannelse ved Akademie der bildenden Künste i Stuttgart i 1901.
Hofer lod sig inspirere på rejser i fremmede lande og besøgte bl.a. Italien og Indien inden han i 1914 drog til Bretagne i Frankrig, hvor han opholdt sig ved første verdenskrigs udbrud. Hofer blev interneret og forblev i Frankrig under det meste af krigen, hvor han udviklede sin forkærlighed for landskabsmaleri og opnåede et ry for at være en dygtig lærer.  
Efter krigen flyttede Hofer til Berlin og blev ansat ved Vereinigte Staatsschulen für freie und angewandte Kunst, hvor han i 1921 blev tildelt et professorat. I 1923 blev han medlem af det preussiske Akademie der Künste og 1927 af Badischen Secession.
Hofer blev en af de mest fremtrædende repræsentanter for expressionismen, men var aldrig medlem af nogen af de grupper, som f.eks. Die Brücke, der påvirkede ham.
I figurbilleder og landskaber med streng og kraftig form og afstemte farver skabte han en personlig variant af tysk expressionisme, men blev stemplet  som ”Entartet" af nazisterne og blev i 1933 afskediget fra sit arbejde som professor i Berlin. Først efter anden verdenskrig kunne han atter opnå anerkendelse som en af de største tyske malere i sin tid.

## Værker

### Tidlige arbejder, 1898-1920
- 1901: Betende Kinder (Bedende børn), olie på lærred, privat samling, Karlsruhe, Tyskland
- 1903: Karl und Thilde Hofer (Karl og Thilde Hofer), olie på lærred, fhv. Hofer Estate, Berlin, Tyskland
- 1907: Drei Badende Jünglinge (Tre unge badende), olie på lærred, The Winterthur Museum of Art, Winterthur, Schweiz
- 1911: Im Sturm (I storm), olie på lærred, The Winterthur Museum of Art, Winterthur, Schweiz
- 1913: Selbstbildnis (Selvportræt), olie på lærred, Bayerische Staatsgemäldesammlungen, München, Tyskland
- 1913: Fahnenträger (Flagbearer), olie på lærred, Municipal Art Gallery, Mannheim, Tyskland
- 1914: Im Meersand (i sandet), olie på lærred, State Art Gallery, Karlsruhe, Tyskland
- 1918: Bildnis Theodor Reinhart (Portræt af Theodor Reinhart), olie på lærred, Volkhart Brothers, Winterthur, Schweiz

### Mellemperioden 1920-1933
- 1922: Maskerade Oder Drei Masken (Masquerade eller tre masker), olie på lærred, Wallraf-Richartz Museet, Köln, Tyskland
- 1922/1923: Freundinnen (Veninder), olie på lærred, Kunsthalle Hamburg, Hamburg, Tyskland
- 1924: Große Tischgesellschaft (Stor middag), olie på lærred, The Winterthur Museum of Art , Winterthur, Schweiz
- 1924: Der Rufer (The Caller), olie på lærred, New Masters Gallery , Dresden, Tyskland
- 1925: Still life Nationalmuseum Serbien, Belgrade, Serbien
- 1926: Zwei Freunde (To venner), olie på lærred, Städel , Frankfurt am Main, Tyskland
- 1928: Großer Karneval (Stort  karneval), olie på lærred, Bayerische Staatsgemäldesammlungen, München, Tyskland
- 1928: Yellow Dog Blues, olie på lærred, privat samling
- 1930: Selbstbildnis mit Dämonen (Selvportræt med dæmoner), olie på lærred, fhv. Hofer Estate, Berlin, Tyskland

### Ældre arbejder, 1933-1945
- 1933: Gefangene (Fanger), olie på lærred, Berlinische Galerie , Berlin, Tyskland
- 1935: frühe Stunde (Tidlig time), olie på lærred, Portland Art Museum , Portland, USA
- 1935: Turmbläser (Trumpetspiller), olie på lærred, fhv. Hofer Estate, Berlin, Tyskland
- 1936: Agnuzzo - Italienische Landschaft (Agnuzzo - Italiensk landskab), olie på lærred, The Detroit Institute of Arts, Detroit, USA
- 1937: Mann i Ruinen (Mand i ruiner), olie på lærred, Statslige kunstsamlingerne Kassel, Kassel, Tyskland
- 1943: Die Schwarzen Zimmer (2. Fassung.) (The Black Room, 2nd version) , olie på lærred, Neue Nationalgalerie, Berlin, Tyskland
- 1944: Der Brief (Brevet), olie på lærred, privat samling
- 1944: Schwarzmondnacht (Sort månenat), olie på lærred, fhv. Hofer Estate, Köln, Tyskland

### Sene arbejder, 1945-1955
- 1947: Höllenfahrt (vej til helvede), olie på lærred, Tidligere Hofer Estate, Köln, Tyskland
- 1947: Ruinennacht (Night of Ruin), olie på lærred, fhv. Hofer Estate, Köln, Tyskland
- 1948: Schwarzmond (2. Fassung) (Black Moon, 2nd version, olie på lærred, Tidligere Hofer Estate, Köln, Tyskland
- 1950: Im Gestein (I sten), olie på lærred, privat samling, sydlige Tyskland
- 1951: Zwei Frauen (Doppelportrait),(To kvinder) (Double Portrait), olie på pap, privat samling, Köln, Tyskland
- 1954: Zwei Masken (To masker), olie på lærred, fhv. Hofer Estate
- 1954: Drei Mädchen zwischen Leitern (Tre piger mellem bestyrerne) , olie på lærred, privat samling, Köln, Tyskland
- 1954: Vater und Tochter (Far og datter), olie på lærred, privat samling, Köln, Tyskland

## Eksterne links
- Litteratur af og om Karl Hofer i det tyske nationalbiblioteks katalog
- www.karl-hofer.de med biografi og værker
- Karl Hofer som illustrator Arkiveret 23. marts 2008 hos  Wayback Machine
- Ni billeder på artens.com
- Senere værker (efter 1942) Arkiveret 10. februar 2012 hos  Wayback Machine
- karl-hofer-gesellschaft.de Arkiveret 8. maj 2010 hos  Wayback Machine Website for Karl-Hofer-Gesellschaft i Berlin
- Karl Hofer Komitee Arkiveret 30. juni 2017 hos  Wayback Machine
- Værker af Karl Hofer Arkiveret 23. juni 2016 hos  Wayback Machine